# Convergenza culturale
Per convergenza culturale si intende il termine che fa riferimento all'estensione di un marchio in tutti i mezzi di comunicazione. La definizione viene data da Henry Jenkins, riferendosi al modo in cui interagiscono media e utenti tra loro. Questo è reso possibile grazie alla tecnologia digitale che permette all'utente di poter ampliare l’universo del medium che si sta guardando in altri mezzi di comunicazione. Questo favorisce l’interazione tra l’utente e la narrazione transmediale. In più Jenkins aggiunge che non si tratta solo di tecnologia ma anche di cultura. Questo spiega il nome convergenza culturale: l’utente utilizza molti media e il medium stesso mette a disposizione una vasta quantità di prodotti da consumare.

## Narrazione transmediale
Nel testo Cultura Convergente di Jenkins del 2006, si spiega come agisce la cultura di oggi grazie alla rivoluzione digitale, ovvero una storia, una narrazione, si può espandere su tutti i media contribuendo ad un’esperienza a 360 gradi. Questo è dovuto grazie alla proliferazione dei nuovi media, come ad esempio Internet, che ha permesso di unire i mezzi di comunicazione. Un esempio può essere la serie televisiva Lost, prima serie innovativa da questo punto di vista, e la Lost Experience, gioco di realtà alternativa (il cosiddetto Alternate reality game) in cui gli utenti possono calarsi totalmente nella storia vivendo questa specie di seconda realtá.

## Fan service
Con la cultura convergente, assistiamo alla partecipazione attiva degli utenti, che vogliono contribuire all'espansione di questo mondo attraverso prodotti creati esclusivamente da loro stessi. Infatti gli utenti possono essere produttori di fanfiction, webisodio, fanart, creare parodie, tutto questo per potersi sentire partecipi della storia e per ampliarne l'universo. Ad esempio, con le fanfiction ci si può concentrare su un personaggio secondario, oppure costruire un finale alternativo. Solitamente questi utenti fanno parte di un fandom, ovvero un gruppo di fan che di solito ha un nome specifico (ad esempio Potterhead per la saga di Harry Potter), il quale contribuisce ad ampliare l'universo del medium per contribuire al miglioramento della storia. Anche il fandom nasce grazie alla rivoluzione digitale perché ciò ha permesso la creazione di forum dove discutere di ciò che si sta guardando o leggendo.